# Miloš Buchta
Miloš Buchta (n. 19 iulie 1980, Svitavy, Pardubice, Cehia) este un fotbalist ceh care joacă pentru Sigma Olomouc pe postul de portar. A fost împrumutat în data de 30 august 2011 la echipa Oțelul Galați.